# Rozkład Erlanga
Rozkład Erlanga – ciągły rozkład prawdopodobieństwa, związany z rozkładem wykładniczym i rozkładem gamma. Rozkład Erlanga został opracowany przez A.K. Erlanga do szacowania liczby rozmów telefonicznych, łączonych jednocześnie przez operatora w ręcznej centrali telefonicznej. Później uwzględniono również czas oczekiwania w kolejce. Obecnie rozkład ten znalazł też zastosowanie w teorii procesów stochastycznych.
Związek z rozkładem wykładniczym jest następujący. Dla ciągu niezależnych zmiennych losowych {\displaystyle (X_{i})_{i\leqslant n},} z których każda ma rozkład wykładniczy z jednakowym parametrem {\displaystyle \lambda ,} zmienna losowa {\displaystyle \sum _{i=1}^{n}X_{i}} ma rozkład Erlanga z parametrami {\displaystyle k=n,\ \theta =1/{\lambda }.} Wynika to bezpośrednio z postaci funkcji charakterystycznej rozkładu wykładniczego.